# Développante du cercle

Développante du cercle

La développante du cercle, aussi appelée anti-clothoïde, est une courbe plane développante, c'est-à-dire que ses normales sont les tangentes du cercle.
On en trace souvent sans le savoir : lorsque l'on déroule un fil sous tension d'une bobine circulaire, la main décrit la développante du cercle de la bobine.
Elle fut d'abord étudiée par Huygens lorsqu'il cherchait à concevoir des horloges sans pendule pour une utilisation sur un bateau en mer. Il utilisa la développante du cercle dans une tentative de forcer le pendule à se balancer selon le tracé d'une cycloïde.

## Équations de la courbe
Pour le cercle centré en l'origine et de rayon {\displaystyle r}, la développante issue du point {\displaystyle M(0)=(r,0)} (qui est le point de rebroussement de cette courbe) peut être paramétrée par :
{\displaystyle M(t):{\begin{cases}x(t)=r(\cos {t}+t\,\sin {t})\\y(t)=r(\sin {t}-t\,\cos {t})\end{cases}}}
La longueur de l'arc {\displaystyle {\overset {\frown }{M(0)M(t)}}} est alors égale à {\displaystyle rt^{2}/2}, et le rayon de courbure {\displaystyle \rho (t)} au point {\displaystyle M(t)} est égal à {\displaystyle r|t|}.
On peut donc caractériser les développantes de ce cercle par l'équation intrinsèque :
{\displaystyle \rho ^{2}=2r|s|}, où {\displaystyle s} désigne l'abscisse curviligne.

## Approximation de la développante de cercle à partir de polygones réguliers
Il est possible d'approximer la développante de cercle, à partir de polygones réguliers. Il suffit seulement d'un polygone régulier à 4 côtés pour avoir une bonne approximation de la longueur de la développante de cercle à 1% près de la valeur vraie.

Approximation de la développante de cercle par des polygones réguliers

## Propriétés et applications

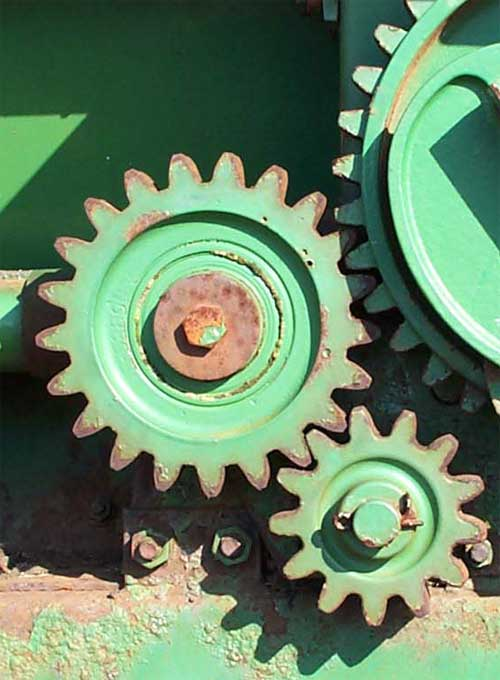
Engrenage au profil en développante de cercle

Animation de deux roues d'engrenage dont les dents sont des développantes de cercle. Celles-ci ont été exagérément prolongées pour une meilleure visualisation. Les roues tournent à vitesse constante. Les segments horizontaux restent tangents aux dents des deux engrenages et montent à vitesse constante.

Si l'on fait rouler sans glisser une droite sur un cercle, chaque point de cette droite décrit, relativement au cercle, une développante de cercle.
On peut aborder la développante de cercle selon une approche cinématique : il s'agit dans ce cas d'une courbe qui, parcourue d’un mouvement uniformément varié, est telle que la vitesse de rotation est constante. On comprend alors le nom d'anti-clothoïde, puisque la clothoïde, elle, est la courbe qui, parcourue d’un mouvement uniforme, est telle que la vitesse de rotation est linéaire.
Les dents des engrenages droits ont un profil en segment de développantes de cercle : cela assure un rapport de vitesse constant et une transmission d'énergie optimum entre les engrenages, puisqu'au point de contact entre deux dents, la tangente au profil est commune aux deux dents. Parmi les autres propriétés remarquables des engrenages à développante, on peut citer les suivantes :
1. Si une dent d'engrenage à développante entre en action avec une dent conjuguée du même profil, en rotation à taux uniforme, le mouvement angulaire de la roue menée est aussi uniforme, même quand on fait varier l'entraxe.
2. Le taux de mouvement relatif entre la roue menée et la roue menante d'un engrenage à développante est établi par les diamètres de leurs cercles de base.
3. Le contact entre les dents conjuguées à développante sur des roues menée et menante se produit le long d'une droite tangente aux cercles de base de ces roues. C'est ce qu'on appelle la ligne d'action. Elle passe le plus souvent entre les cercles (engrenage conventionnel) mais peut être à l'extérieur (engrenage paradoxal).
4. L'usure des surfaces actives est plus régulièrement répartie.
5. Les vibrations sont plus faibles qu'avec un autre profil.
6. Pour les engrenages conventionnels, il existe un point, appelé point d'engrènement, où le glissement relatif entre les surfaces est nul. C'est autour de ce point que se délimite la zone des dentures. Ce point est le point de tangence des deux cercles primitifs respectivement liés aux roues, qui roulent sans glisser l'un sur l'autre.

La développante de la développante du cercle est la spirale de Norwich.